# Henryk Martyna
Henryk Julian Martyna, soprannominato Antałkiem (Cracovia, 14 novembre 1907 – Cracovia, 17 novembre 1984), è stato un calciatore polacco.

## Biografia
Dopo essersi laureato in economia si trasferì dalla nativa Cracovia a Varsavia ove lavorò come ragioniere.
Nel 1939, al termine della battaglia di Modlin, fu fatto prigioniero dalle forze armate tedesche che avevano invaso la Polonia e condotto in un campo di prigionia presso Iława, da cui fu però poi rilasciato. Nel 1944 partecipò alla fallita rivolta di Varsavia.
Al termine della guerra tornò a Cracovia con la famiglia.

## Carriera

### Club
Martyna si formò nell'Orzeł Kraków prima di passare nel Korona Kraków, società che lascerà nel 1928 per giocare nel Legia Varsavia.
Con il Legia Varsavia militò dal 1928 al 1936, ottenendo come migliori piazzamenti i terzi posti nel 1928, nel 1930 e nel 1931.
La militanza nel club capitolino terminò nella stagione 1936, conclusasi con la retrocessione in cadetteria.
Nel 1937 passa al KS Warszawianka, società con cui militerà sino al campionato del 1939, interrotto a causa dell'invasione tedesca della Polonia. Miglior piazzamento ottenuto con il sodalizio capitolino fu il settimo posto della stagione 1937.

### Nazionale
Con la nazionale di calcio della Polonia partecipò nel 1936 al torneo di calcio della XI Olimpiade, raggiungendo le semifinali della competizione e perdendo la finalina per il terzo posto contro la Norvegia.